# Calum Scott
Calum Scott (sinh ngày 12 tháng 10 năm 1988) là một ca sĩ và nhạc sĩ người Anh. Năm 2013, anh đã giành chiến thắng trong một cuộc thi tài năng do một tờ báo địa phương tổ chức. Năm 2015, anh trở nên được biết đến trên toàn thế giới sau khi tham gia chương trình truyền hình nổi tiếng Britain's Got Talent. Sau đó, anh phát hành phiên bản bài hit "Dancing On My Own" của Robyn của riêng mình dưới dạng đĩa đơn, đạt vị trí thứ hai trên bảng xếp hạng đĩa đơn của Anh và trở thành bài hát bán chạy nhất mùa hè năm đó ở Anh. Năm 2018, anh hợp tác với Leona Lewis trong đĩa đơn "You Are the Reason".

## Cuộc sống cá nhân
Scott là người đồng tính công khai. Anh được cho là có vấn đề với giới tính của mình khi lớn lên, nhưng kể từ khi trở thành người lớn, anh đã trở nên tự tin về điều đó.

## Danh sách đĩa nhạc

### Album phòng thu
| Tiêu đề    | Chi tiết phát hành                                                                                    | Vị trí cao nhất | Vị trí cao nhất | Vị trí cao nhất | Vị trí cao nhất | Vị trí cao nhất | Vị trí cao nhất | Vị trí cao nhất | Vị trí cao nhất | Vị trí cao nhất | Chứng nhận                            |
| Tiêu đề    | Chi tiết phát hành                                                                                    | UK              | AUS             | BEL (FL)        | CAN             | IRE             | NLD             | NZ              | SWE             | US              | Chứng nhận                            |
| ---------- | --- | --------------- | --------------- | --------------- | --------------- | --------------- | --------------- | --------------- | --------------- | --------------- | ------------------------------------- |
| Only Human | - Phát hành: ngày 9 tháng 3 năm 2018 - Hãng đĩa: Capitol - Định dạng: CD, LP, tải kỹ thuật số         | 4               | 5               | 35              | 27              | 19              | 75              | 26              | 39              | 66              | - BPI: Vàng - ARIA: Vàng - RIAA: Vàng |
| Bridges    | - Phát hành: ngày 17 tháng 6 năm 2022 - Hãng đĩa: Capitol - Định dạng: CD, tải kỹ thuật số, streaming | 48              | 12              | 80              | —               | —               | —               | —               | —               | —               |                                       |

### Đĩa đơn mở rộng
| Tiêu đề       | Chi tiết EP                                                                                |
| ------------- | ------------------------------------------------------------------------------------------ |
| Only Acoustic | - Phát hành: ngày 26 tháng 3 năm 2021 - Hãng đĩa: Capitol/UMG - Định dạng: Tải kỹ thuật số |
| Only Collabs  | - Phát hành: ngày 12 tháng 4 năm 2021 - Hãng đĩa: Capitol/UMG - Định dạng: Tải kỹ thuật số |
| Only Love     | - Phát hành: ngày 23 tháng 4 năm 2021 - Hãng đĩa: Capitol/UMG - Định dạng: Tải kỹ thuật số |
| Only Live     | - Phát hành: ngày 21 tháng 5 năm 2021 - Hãng đĩa: Capitol/UMG - Định dạng: Tải kỹ thuật số |

### Đĩa đơn

#### Nghệ sĩ chính
| "Dancing on My Own"                                                                              | 2016 | 2  | 2   | 41 | 8 | 61 | 4  | 14 | 5  | 4 | 93 | - BPI: 4× Bạch kim - ARIA: 9× Bạch kim - BVMI: Bạch kim - GLF: 4× Bạch kim - IFPI DEN: 3× Bạch kim - NVPI: Vàng - RMNZ: Bạch kim - RIAA: 3× Bạch kim | Only Human                  |
| "Rhythm Inside"                                                                                  | 2016 | 90 | —   | —  | — | —  | —  | —  | —  | — | —  | | Only Human                  |
| "You Are the Reason" (solo và song ca với Leona Lewis)                                           | 2017 | 43 | 27  | 76 | — | —  | 55 | —  | —  | — | —  | - BPI: 2× Bạch kim - ARIA: 4× Bạch kim - IFPI DEN: Bạch kim - MC: 2× Bạch kim - RIAA: Bạch kim                                                       | Only Human                  |
| "What I Miss Most"                                                                               | 2018 | —  | —   | —  | — | —  | —  | —  | —  | — | —  | | Only Human                  |
| "No Matter What"                                                                                 | 2018 | —  | 137 | —  | — | —  | —  | —  | —  | — | —  | | Only Human: Special Edition |
| "Undo" (cùng với Naughty Boy và Shenseea)                                                        | 2019 | —  | —   | —  | — | —  | —  | —  | —  | — | —  | | Bungee Jumping              |
| "Biblical"                                                                                       | 2021 | —  | —   | —  | — | —  | —  | —  | —  | — | —  | | Bridges                     |
| "Where Are You Now" (cùng với Lost Frequencies)                                                  | 2021 | 3  | 5   | 26 | 6 | 5  | 1  | 6  | 12 | 7 | —  | - BPI: Bạch kim - ARIA: 3× Bạch kim - BVMI: 3× Vàng - GLF: Bạch kim - IFPI DEN: Bạch kim - RMNZ: Vàng - RIAA: Vàng                                   | Đĩa đơn ngoài album         |
| "Rise"                                                                                           | 2021 | —  | —   | —  | — | —  | —  | —  | —  | — | —  | | Bridges                     |
| "Love Is Just a Word" (cùng với Jasmine Thompson)                                                | 2021 | —  | —   | —  | — | —  | —  | —  | —  | — | —  | | Đĩa đơn ngoài album         |
| "If You Ever Change Your Mind"                                                                   | 2022 | —  | —   | —  | — | —  | —  | —  | —  | — | —  | | Bridges                     |
| "Heaven"                                                                                         | 2022 | —  | —   | —  | — | —  | —  | —  | —  | — | —  | | Bridges                     |
| "Boys in the Street"                                                                             | 2022 | —  | —   | —  | — | —  | —  | —  | —  | — | —  | | Bridges                     |
| "—" biểu thị các bản phát hành không có bảng xếp hạng hoặc không được phát hành tại lãnh thổ đó. |      |    |     |    |   |    |    |    |    |   |    | |                             |

#### Nghệ sĩ hát phụ
| Bài hát                                                                    | Năm  | Album               |
| -------------------------------------------------------------------------- | ---- | ------------------- |
| "Light Us Up" (Matrix & Futurebound hát đệm Calum Scott)                   | 2017 | Đĩa đơn ngoài album |
| "Give Me Love" (Don Diablo hát đệm Calum Scott)                            | 2018 | Future              |
| "Love on Myself" (Felix Jaehn hát đệm Calum Scott)                         | 2019 | Đĩa đơn ngoài album |
| "Da Primeira Vez (From the First Time)" (Bryan Behr hát đệm Calum Scott)   | 2021 | Đĩa đơn ngoài album |
| "Rain in Ibiza" (Felix Jaehn and The Stickmen Project hát đệm Calum Scott) | 2022 | TBA                 |

### Đĩa đơn quảng bá
| Bài hát                                                                     | Năm  | Album               |
| --------------------------------------------------------------------------- | ---- | ------------------- |
| "Transformar (Theme from 2016 Summer Paralympics)" (cùng với Ivete Sangalo) | 2016 | Đĩa đơn ngoài album |

Ghi chú
1. ↑  "You Are the Reason" không nằm trong Swedish Singellista Chart, nhưng vị trí thứ 1 trên bảng xếp hạng the Swedish Heatseeker.[31]
2. ↑  "You Are the Reason" không nằm trong Billboard Hot 100, nhưng vị trí thứ 23 trên bảng xếp hạng Bubbling Under Hot 100.[32]
3. ↑  "No Matter What" không nằm trong Canadian Hot 100, nhưng vị trí thứ 30 trên bảng xếp hạng Canada AC.[39]
4. ↑  "Biblical" không nằm trong UK Singles Chart, nhưng vị trí thứ 55 trên bảng xếp hạng UK Singles Downloads Chart.[40]
5. ↑  "Where Are You Now" không nằm trong Billboard Hot 100, nhưng vị trí thứ 10 trên bảng xếp hạng Dance/Electronic Songs.[42]
6. ↑  "Rise" không nằm trong UK Singles Chart, nhưng vị trí thứ 67 trên bảng xếp hạng UK Singles Downloads.[47]
7. ↑  "If You Ever Change Your Mind" không nằm trong NZ Top 40 Singles Chart, nhưng giữ vị trí 35 trên bảng xếp hạng NZ Hot Singles.[49]

## Giải thưởng và đề cử
| Năm  | Giải thưởng                        | Thể loại                       | Đề cử                                              | Kết quả   |
| ---- | ---------------------------------- | ------------------------------ | -------------------------------------------------- | --------- |
| 2015 | National Reality Television Awards | "Màn trình diễn xuất sắc"      | Tìm kiếm Tài năng Anh                              | Đề cử     |
| 2017 | Brit Awards                        | "Đĩa đơn của năm"              | Dancing on My Own                                  | Đề cử     |
| 2018 | British LGBT Awards                | "Metro Guilty Pleasures Award" | Chính anh                                          | Đoạt giải |
| 2022 | Septimius Awards                   | Video ca nhạc xuất sắc         | Lost Frequencies ft Calum Scott: Where Are You Now | Đoạt giải |